# Эрк (партия, 1919-1926)
Социалистическая партия «ЭРК» — бывшая социалистическая партия, действовавшая в Башкортостане, Бухаре и Туркестане с 1919 по 1926 года. Основана по инициативе Заки Валиди Тогана.

## История
Партия возникла в феврале 1919 году. Основной целью было построение социализма в тюркоязычных странах и странах Средней Азии без какого-либо участия со стороны большевиков. 
Партия была создана в результате объединения двух независимых друг от друга групп и создания независимых политических формирований в Третьем Интернационале. Первоначально они базировались в Ташкенте и Темясово, позднее к ним присоединились активные участники из Бухары и Киргизии после встречи в Москве в ноябре 1919 года. 
Во время 1-го Съезда народов Востока их организационный комитет встречался в том числе с Валидовым и Джанузаковым. Была разработана новая программа из 27 пунктов, в дальнейшем Джанузакова в комитете заменил тогдашний военный комиссар Бухарской Народной Советской Республики Абдулхамид Арифов.
Комитет вновь собрался 7 - 10 января 1921 года, на этот раз в Бухаре, когда они сменили название на Turkestan Sosialistlar Tüdesi («Круг туркестанских социалистов»), сокращенно до Tüde. В апреле того же года с представителями Хорезма программа сократилась до 9 пунктов. В 1926 году название было изменено на Sosialist ERK Firkasi (Туркестанская Социалистическая Партия «Эрк»).
Прекратила свое существования с приходом Советской власти.

## Программа партии
Программа партии «ЭРК» включает в себя 9 пунктов (первоначально 27).:
1. Национализация земли, воды, недр, коллективизация сельского хозяйства, строительство больших каналов, претворение в жизнь социализма.
2. Внедрение в плановом порядке в местные туркестанские структуры рабочих организаций по типу таковых в цивилизованных странах с развитой промышленностью; предоставление туркестанским трудящимся юридических прав на создание организаций среди чернорабочих и дехкан.
3. Независимость Туркестана и самостоятельное управление страной.
4. Способом правления в свободном Туркестане будет демократическая система, которая обеспечит беспрепятственную деятельность трудящихся классов и сторонников обновления. Парламент Туркестана образуется путем прямых всенародных выборов, организуемых городскими и областными властями.
5. Национальная армия будет гарантировать управление страной и претворение в жизнь социализма.
6. Национальные вопросы и вопросы национальных меньшинств в Туркестане решаются в соответствии с численностью того или иного народа.
7. Дело просвещения будет находиться в руках местных властей, управление государственными учреждениями, транспортными средствами, железной дорогой, почтой, телеграфом, сельским хозяйством, промышленностью будет обеспечено путем передачи всех полномочий национальному правительству, все должно быть организовано так, чтобы избавиться от иностранного влияния и стать полными хозяевами национальной культуры. Для развития просвещения будут открываться рабочие, общеобразовательные школы и профессиональные училища.
8. Отделение религии от государства.
9. Туркестан может войти только в тот интернационал, где социалисты борются за права угнетенных народов также, как за права угнетенных классов.